# La bailarina de Izu
La bailarina de Izu (伊豆の踊子 (Izu no odoriko?) es un relato corto escrito en 1926 por el escritor japonés ganador del Premio Nobel Yasunari Kawabata. Su primera traducción al castellano estuvo a cargo de Ana María de la Fuente y fue publicada por Plaza & Janés en 1969.

## Sinopsis
La historia narra la última parte del viaje desde Tokio hasta Izu de un joven estudiante. En el camino traba amistad con una familia de músicos ambulantes y rápidamente se enamora de la hija menor, una percusionista llamada Kaoru, pero a la que él se refiere siempre como "la pequeña bailarina". El desenlace lleva a los protagonistas de la breve historia de amor hasta Shimoda donde tiene lugar la despedida.

## Análisis
Kawabata ha sido descrito como "uno de los mejores escritores del siglo XX" y se ha interpretado por parte de la crítica que La bailarina de Izu presenta recuerdos tristes y líricos sobre un amor temprano. La historia es bien conocida en Japón, hasta el punto de que parte del título del relato, odoriko (que significa "bailarina") se usa para designar a los trenes expresos que van a la península de Izu.